# The (International) Noise Conspiracy
The (International) Noise Conspiracy (abreujat T(I)NC) va ser una banda de garage rock formada en Umeå, Suècia, l'any 1998. La banda està integrada per Dennis Lyxzén (veu), Inge Johansson (baix), Lars Strömberg (guitarra), i Ludwig Dahlberg (bateria). En el 2004, la teclista i guitarrista Sara Almgren va deixar l'agrupació.
Dennis va formar T(I)NC després del hiat indefinit amb Refused, amb la qual va retornar l'any 2012. A més, els membres van participar o participen en diferents bandes com Totalt Jävla Mörker (Johansson), Separation (Strömberg), Saidiwas (Dahlberg and Almgren), i Doughnuts (Almgren). Des del 2007, Inge Johansson participa en la banda The Most.

## Història[2][3]
En 1999 la banda va gravar el seu àlbum debut The First Conspiracy amb G7 Welcoming Committee Records. A causa de la popularitat de l'àlbum, la banda va signar amb el segell punk Burning Heart Records, llançant en el 2000 Survival Sickness. En 2001, la banda vara llançar amb Burning Heart el seu tercer àlbum, A New Morning.
La primera gira de la banda fora de Suècia, el seu país d'origen, va ser a la Xina. Van tocar les seves cançons en clubs de rock il·legals i ocults, mentre que la policia xinesa esperava fora amb pistoles. També va estar de gira amb My Chemical Romanç als Estats Units.
Entre 2002 i 2003, la banda va llançar els EP Up For Sale (Sympathy for the Record Industry) i Bigger Cages, Longer Chains (2003, Burning Heart/Epitaph Records), a més de l'àlbum en viu Your Choice Live Series 025 gravat el 16 de març del 2002 en un xou a Alemanya i produït per Tobby Holzinger (Your Choice Records).
En 2004, la banda es va ajuntar amb el productor Rick Rubin per al seu nou àlbum. El saxofonista suec de jazz Jonas Kullhammar es va unir temporalment a la banda, aportant amb el saxo i el teclat i l'ajuda addició en l'escriptura i composició de cançons. Organistes com Billy Preston i Benmont Tench es van unir temporalment a la banda, després de la sortida de Sara Almgren per unir-se com a baixista a la banda punk Masshysteri. Rick Rubin va signar a la banda en el seu segell American Recordings. Al final, la banda va llançar Armed Love en 2004.
En 2006, The Noise Conspiracy (Internacional) va contribuir amb una versió de Shut Up per al tribut a The Monks per a l'àlbum tribut Silver Monk Time: A Tribute to The Monks llançat a l'octubre d'aquell any.
L'àlbum The Cross of My Calling va ser gravat en el 2007, produït per Rick Rubin i llançat el 14 de novembre del 2008 a Europa i el dia 25 als EUA. Llançat per les cases Burning Heart, Vagrant i American Recordings.

## Estil i influències
Musicalment, la banda té influències notables de garage i punk rock en la seva música, amb tocs d'indie, post-punk i rock 'n roll. Influenciada majorment per Phil Ochs, The Who i Blondie.
Líricament, les seves cançons estan lligades a la ideologia marxista, amb temes polítics carregats al comunisme i esquerranisme. Fent front en contra a la política de globalització, el capitalisme, l'imperialisme, la misogínia i el racisme.
Lyxzén va declarar que la banda volia aconseguir una mescla ideal de música i la política: un encreuament entre Elvis Presley i Che Guevara. A més, segons les notes del seu àlbum debut, The First Conspiracy, la banda barreja música amb espectacle, derivat del situacionisme, concepte creat per Guy Debord del treball filosòfic La societat de l'espectacle del 1967.

## Videografia
- "Smash It Up" (2000)
- "The Reproduction of Death" (2000)
- "Capitalism Stole My Virginity" (2001)
- "Up For Sale" (2001)
- "Black Mask" (2004)
- "A Small Demand" (2004)